# Robert R. McCammon
Robert Rick McCammon (* 17. Juli 1952 in Birmingham, Alabama) ist ein US-amerikanischer Buchautor, der die Hochzeit der US-amerikanischen Horrorliteratur von den späten 1970er bis in die frühen 1990er Jahre mitgeprägt hat.
Nach dem Erscheinen von Gone South folgte eine längere Auszeit, die mit dem Erscheinen von Speaks the Nightbird, dem ersten Roman der „Matthew Corbett“-Reihe, endete.

## Werke

### Einzelromane
- Baal. Knaur, 1990, ISBN 3-426-01833-0. (Original: Baal. Avon Books, 1978, ISBN 0-380-36319-4)
- Höllenritt. Knaur, 1989, ISBN 3-426-01831-4. (Original: Bethany's Sin. Avon Books, 1980, ISBN 0-380-47712-2)
- Tauchstation. Knaur, 1990, ISBN 3-426-01832-2. (Original: The Night Boat. Avon Books, 1980, ISBN 0-380-75598-X)
- Blutdurstig. Knaur  1988, ISBN 3-426-01809-8. (Original: They Thirst. Avon Books, 1981, ISBN 0-380-77180-2)
- Wandernde Seelen. Knaur, 1988, ISBN 3-426-01810-1. (Original: Mystery Walk. Henry Holt & Company, 1983, ISBN 0-03-061832-0)
- Das Haus Usher. Knaur, 1988, ISBN 3-426-01812-8. (Original: Usher's Passing. Henry Holt & Company, 1984, ISBN 0-03-061833-9)
- Nach dem Ende der Welt. Knaur, 1988, ISBN 3-426-01817-9. (Original: Swan Song. Pocket Books, 1987, ISBN 0-671-74103-9)
- Die schwarze Pyramide. Knaur, 1989, ISBN 3-426-01829-2. (Original: Stinger. Pocket Books, 1988, ISBN 0-671-73776-7)
- Botin des Schreckens. Knaur, 1992, ISBN 3-426-01853-5. (Original: Mine. Pocket Books, 1990, ISBN 0-671-73944-1)
- Unschuld und Unheil. Area-Verlag, 2004, ISBN 3-89996-070-X. (Original: Boy's Life. Pocket Books, 1991, ISBN 0-671-74305-8)
- Durchgedreht. Knaur, 1995, ISBN 3-426-67044-5. (Original: Gone South. Pocket Books, 1992, ISBN 0-671-74307-4)
- The Five. Subterranean Press, 2011, ISBN 978-1-59606-341-9.
- Die Grenze. Luzifer Verlag, 2018, ISBN 978-3-95835-305-3. (Original: The Border. Subterranean Press, 2015, ISBN 978-1-59606-703-5)
- The Listener. Cemetery Dance Publications, 2018, ISBN 978-1-58767-613-0.

### „Michael Gallatin“-Reihe
Michael Gallatin ist ein britischer Agent und Werwolf. Er kämpft unter Einsatz seiner Fähigkeit, sich in einen Wolf zu verwandeln, während des Zweiten Weltkriegs auf der Seite der Alliierten gegen Nazideutschland.
- The Wolf's Hour. Pocket Books, 1989, ISBN 0-671-66485-9.
- The Hunter from the Woods. Subterranean Press, 2011, ISBN 978-1-59606-536-9.

### „Matthew Corbett“-Reihe
Die Serie um den jungen Ermittler Matthew Corbett spielt zu Beginn des 18. Jahrhunderts
im kolonialen Nordamerika. McCammon wollte nach seiner Auszeit einmal etwas Anderes machen,
und so entstand dieser ungewöhnliche Genre-Mix aus historischem, Mystery-, Horror- sowie Kriminalroman.
- Matthew Corbett und die Hexe von Fount Royal. Luzifer Verlag, ISBN 978-3-95835-197-4. (Original: Speaks the Nightbird. Gallery Books, 2002, ISBN 1-4165-5250-2)
- The Queen of Bedlam. Gallery Books, 2007, ISBN 978-1-4165-5111-9.
- Mister Slaughter. Subterranean Press, 2010, ISBN 978-1-59606-276-4.
- The Providence Rider. Subterranean Press, 2012, ISBN 978-1-59606-466-9.
- The River of Souls. Subterranean Press, 2014, ISBN 978-1-59606-630-4.
- Freedom of the Mask. Subterranean Press, 2016, ISBN 978-1-59606-775-2.
- Cardinal Black.  Cemetery Dance Publications, 2019, ISBN 978-1-58767-704-5.

### „Trevor Lawson“-Reihe
- I Travel by Night. Subterranean Press, 2013, ISBN 978-1-59606-537-6.
- Last Train from Perdition. Subterranean Press, 2016, ISBN 978-1-59606-738-7.

### Kurzgeschichten

#### Sammlung
Eine Sammlung von Kurzgeschichten findet man in Stadt des Untergangs:
- Stadt des Untergangs . Knaur, 1990, ISBN 3-426-01837-3. (Original: Blue World. Pocket Books, 1990, ISBN 0-671-69518-5)

#### Weitere Kurzgeschichten
Nicht in Stadt des Untergangs enthaltene Kurzgeschichten McCammons sind bisher nicht auf Deutsch erschienen:
- Best Friends.[4] In: Night Visions 4. Dark Harvest Books, 1987, ISBN 0-425-12748-6.
- The Deep End.[5] In: Night Visions 4. Dark Harvest Books, 1987, ISBN 0-425-12748-6.
- A Life in the Day of.[6] In: Night Visions 4. Dark Harvest Books, 1987, ISBN 0-425-12748-6.
- Eat Me.[7] In: Book of the Dead. Bantam, 1989, ISBN 0-553-27998-X.
- Haunted World.[8] In: Post Mortem – New Tales of Ghostly Horror. St. Martin’s Press, 1989, ISBN 0-312-02631-5.
- The Thang.[9] In: Hot Blood. Pocket Books, 1989, ISBN 0-671-66424-7.
- Black Boots.[10] In: Razored Saddles. Avon Books, 1989, ISBN 0-380-71168-0.
- Lizardman.[11] In: Stalkers. Dark Harvest Books, 1989, ISBN 0-451-45148-1.
- Beauty.[12] In: The SeaHarp Hotel. Tor Books, 1990, ISBN 0-8125-1870-5.
- On a Beautiful Summer's Day, He Was.[13] In: The Further Adventures of the Joker. Bantam Books, 1990, ISBN 0-553-28531-9.
- The Judge Kurzgeschichte/Nachwort in Night Visions 8. Dark Harvest Books, 1991, ISBN 0-913165-57-3.
- The Miracle Mile.[14] In: Under the Fang (The Horror Writers of America Present). (McCammon ist hier außerdem Herausgeber und hat das Vorwort[15] verfasst), Pocket Books, 1991, ISBN 0-671-69573-8.
- Children of the Bedtime Machine. In: Shadow Show: All-New Stories in Celebration of Ray Bradbury. William Morrow Paperbacks, 2012, ISBN 978-0-06-212268-1.
- Strange Candy.[16] (Oktober 2012) auf RobertMcCammon.com

## Auszeichnungen
- 1987: Bram Stoker Award (Beste Novelle) für Swan Song (dt. Nach dem Ende der Welt); Titel geteilt mit Sie von Stephen King
- 1987: Bram Stoker Award (Beste Kurzgeschichte) für The Deep End
- 1989: Bram Stoker Award (Beste Kurzgeschichte) für Eat Me
- 1990: Bram Stoker Award (Beste Novelle) für Mine (dt. Botin des Schreckens)
- 1991: Bram Stoker Award (Beste Novelle) für Boy's Life (dt. Unschuld und Unheil)
- 1992: World Fantasy Award (Bester Roman) für Boy's Life (dt. Unschuld und Unheil)
- 2008: World Horror Convention Grand Master Award